# ده‌هزار دلار برای یک قتل‌عام
ده‌هزار دلار برای یک قتل‌عام (انگلیسی: Ten Thousand Dollars for a Massacre) یک فیلم ایتالیایی در ژانر وسترن اسپاگتی است که در سال ۱۹۶۷ منتشر شد. از بازیگران آن می‌توان به جانی گارکو، لوردانا نوشاک، فرناندو سانچو، آدریانا آمبزی، کلاودیو کاماسو، کلاودیو کاماسو، ماسیمو سارکیه‌لی و دادا گالوتی اشاره کرد.
این فیلم یکی از دنباله‌های غیررسمی جانگو بود و عنوان تولید (آزمایشی) آن «۷ دلار روی جانگو» بود.
‏این فیلم به عنوان بخشی از بخش مرور تاریخی وسترن اسپاگتی در شصت‌وچهارمین جشنواره بین‌المللی فیلم ونیز به نمایش درآمد.